# Droga krajowa N07 (Ukraina)
Droga krajowa N07 (ukr. Автошлях Н 07) – droga krajowa na Ukrainie. Rozpoczyna się w Kijowie, następnie biegnie na północny wschód przez Browary, Pryłuki, Romny, Nedryhajliw, Sumy i kończy się w Junakiwce. Droga ma 339,6 km i przechodzi przez 3 obwody: kijowski, czernihowski oraz sumski.